# Luca Munzinger
Luca Munzinger (* 28. November 1997 in Kaiserslautern) ist ein deutscher Handballspieler.

## Karriere
Munzinger begann 2009 bei der TSG Kaiserslautern Handball zu spielen. Bereits in der Jugend wechselte er zum TuS 04 Kaiserslautern-Dansenberg, für welchen er ab 2014/15 auch in der ersten Mannschaft auflief, welche zu dieser Zeit an der Oberliga teilnahm. 2016/17 stieg der Linkshänder mit dem Team in die 3. Liga auf. 2020/21 wurde Munzinger von HBW Balingen-Weilstetten für die zweite Mannschaft verpflichtet und lief damit weiter in der 3. Liga auf. In der Saison 2021/22 kam er zu sieben Einsätzen in der ersten Mannschaft und nahm damit erstmal an der Handball-Bundesliga teil. 2022/23 nahm ihn der TV Großwallstadt unter Vertrag, damit lief Munzinger in der 2. Handball-Bundesliga auf.
2023/24 verpflichtete Bregenz Handball den Rückraumspieler für die HLA Meisterliga. Mit den Vorarlbergern nahm er in dieser Saison am EHF European Cup teil und erreichte mit dem Team das Viertelfinale, in dem man gegen CSA Steaua Bukarest unterlag. Seit 2024/25 läuft Munzinger für den UHK Krems auf. In seiner ersten Saison beim UHK Krems feierte Munzinger mit dem Team den Titel in der HLA Meisterliga.

## Erfolge
- TuS 04 Kaiserslautern-Dansenberg
  - 1× Aufstieg in die 3. Liga 2016/17
- UHK Krems
  - 1× Österreichischer Meister 2024/25

## Saisonstatistik

### HLA Meisterliga
| Saison    | Verein           | Spielklasse     | Spiele | Tore | 7-Meter | Feldtore |
| --------- | ---------------- | --------------- | ------ | ---- | ------- | -------- |
| 2023/24   | Bregenz Handball | HLA Meisterliga | 021    | 055  | 0/0     | 055      |
| 2024/25   | UHK Krems        | HLA Meisterliga | 026    | 101  | 0/0     | 101      |
| 2023–2025 | gesamt           | HLA Meisterliga | 047    | 156  | 0/0     | 156      |